# San Cristóbal y Nieves en los Juegos Olímpicos de Sídney 2000
San Cristóbal y Nieves estuvieron representados en los Juegos Olímpicos de Sídney 2000 por dos deportistas, un hombre y una mujer, que compitieron en atletismo.
El portador de la bandera en la ceremonia de apertura fue el atleta Kim Collins. El equipo olímpico sancristobaleño no obtuvo ninguna medalla en estos Juegos.